# Кайл Маклоклан
Кайл Мерит Маклоклан (на английски: Kyle Merritt MacLachlan) е американски актьор.

## Биография
Роден е 22 февруари 1959 г. в Якима, Вашингтон.
Известен е най-вече с главната си роля в сериала на режисьора Дейвид Линч „Туин Пийкс“ (1989 – 1990), превъплъщавайки се в екстравагантния специален агент на ФБР Дейл Купър, смятан от мнозина фенове и критици за най-добре изиграния и емблематичен филмов характер в историята на съвременната телевизионна индустрия. Маклоклан участва и в поредица други филми на Дейвид Линч, включително малка роля в пълнометражния игрален филм „Туин Пийкс: Огън, следвай ме“ през 1992 г., който представя предисторията на телевизионния сериал. Появява се в по-малки роли в „Семейство Флинстоун“, „Сексът и градът“, „Отчаяни съпруги“ и пр.

## Избрана филмография
- Дюн (1984)
- Синьо кадифе (1986)
- Доорс (1991, в ролята на Рей Манзарек)
- Туин Пийкс: Огън, следвай ме (1992)
- Розуел (1994)
- Семейство Флинтстоун (1994)
- Ефектът на спусъка (1996)
- Таймкод (2000)
- Хамлет (2000)
- Парфюм (2001)
- Миранда (2002)
- Нещо розово (2004)
- Библиотекарят: В търсене на копието (2004)
- Тайнственият остров (2005)
- Свобода за Джими (2006)
- Последният танцьор на Мао (2009)
- Мир, любов и неразбирателство (2011)
- Отвътре навън (2015) (глас)
- Пораснали деца (2018)
- Мистерията на къщата с часовника (2018)
- Признай си, Флеч (2022)
- Отвътре навън 2 (2024) (глас)
- Мигни два пъти (2024)

### Телевизионни сериали
- Туин Пийкс (1990 – 1991; 2017)
- Сексът и градът (2000 – 2002)
- Отчаяни съпруги (2006 – 2012)
- Как се запознах с майка ви (2010 – 2014)
- Портландия (2011 – 2018)
- Добрата съпруга (2013 – 2014)
- Агентите на ЩИТ (2014 – 2015)